# Capricornis swinhoei
O serau-de-taiwan (Capricornis swinhoei), também chamado de serau-da-formosa, é uma espécie do gênero Capricornis endêmica de Taiwan.

## Taxonomia
O serau de formosa é considerado por alguns autores como uma subespécie do serau japonês (Capricornis crispus), porém de acordo com Groves e Grubb (1985), C. swinhoei é uma espécie distinta.

## Distribuição e habitat
C. swinhoei é endémico de Taiwan e pode ser encontrado em 11 dos 16 condados do país (Taipei, Ilan, Hualien, Hsinchu, Taichung, Nantou, Chia-I, Tainan, Kaohsiung, Ping-tung e Tai-tung). O habitat da espécie consiste tanto de faces rochosas de montanhas, como de florestas coníferas e decíduas. Excremento foi encontrado em pastagens alpinas dominadas por Yushania niitakaymensis, em florestas com Juniperus formosana, Juniperus squamata, Tsuga chinensis e Abies kawakamii e em cumes. Áreas íngrimes e rochosas são utilizadas como refúgio contra ameaças.

## Descrição
O comprimento de um adulto varia de 80 a 114 centímetros, a altura dos ombros é de 50-60 cm, com um peso entre 17 e 30 kg, medidas menores que outras espécies de serau. A pelagem é macia, curta, encaracolada e menos espessa que a pelagem do C. crispus. A cor do corpo é marrom escuro, com uma listra preta ao longo do dorso. Ao contrário de outros seraus presentes no continente, a nuca do C. swinhoei não tem uma crina extensiva, embora seja mais ereta. A cauda é curta.
A única marca notável é um quadrado de pelagem, de branco creme a dourado, que corre do queixo, sob a mandíbula e até a parte superior da garganta. Há um par de glândulas presentes na frente dos olhos. Tanto machos quanto fêmeas tem chifres pontudos levemente curvados para trás. Os chifres não têm medida exata, porém Nowak (1991) descreveu os chifres de Capricornis como medindo entre 15,2 e 25,5 centímetros de comprimento, e como o C. swinhoei é o menor de seu gênero, acredita-se que a medida dos seus chifres caiam na menor medida das estimativas.

## Biologia e ecologia
Pouco é conhecido sobre a estrutura populacional da espécia, porém acredita-se que as altas altitudes do Parque Nacional Yushan tenham uma densidade de 22 indivíduos por quilômetro quadrado. Não existem predadores nativos do C. swinhoei, embora o Neofelis nebulosa possa ter sido um predador antes de ser extinto em Formosa. A espécie pode competir com o Cervus unicolor swinhoei e o Muntiacus reevesi micrurus, os outros dois grandes herbívoros da ilha, embora essa competição seja mitigada devido à segregação de habitat. 
A espécie é herbívora, alimentando-se de partes tenras de coníferas grama e arbustos. As plantas prediletas para alimentação são a Urtica fissa, Elatostema edule, Anisogonium esculentum, Begonia laciniata, Polygonum chinensis, Chamabainia cuspidata, Mussaenda parviflora, Perrottetia arisanensis, e Pellionia arisanensis. Embora a Urtica fissa seja venenosa, não parece afetar o C. swinhoei. No Zoológico de Taipei, indivíduos alimentaram-se de 2,3 quilogramas por dia, consistindo uma quantidade de 1.940 kcal diárias.

## Interações humanas
A espécie é considerada de pouco preocupação de extinção pela União Internacional pela Conservação da Natureza. Populações sempre foram pequenas, porém na década de 1970 começaram a haver preocupações em relação ao alto nível de caça da espécie. Embora ilegal, a caça ainda ocorre, principalmente entre novembro e março. Em 1989 o governo taiwanês listou a espécie como uma espécie rara e preciosa sob o ato de proteção ambiental da nação. Ela pode existir em contato próximo com humanos.